# Sokolí hnízdo a bažantnice
Sokolí hnízdo a bažantnice este o arie protejată (arie specială de conservare — SAC, sit de importanță comunitară — SCI) din Republica Cehă întinsă pe o suprafață de 47,59 ha, integral pe uscat.

## Localizare
Centrul sitului Sokolí hnízdo a bažantnice este situat la coordonatele 48°47′51″N 14°46′29″E / 48.7975°N 14.774722°E.

## Înființare
Situl Sokolí hnízdo a bažantnice a fost declarat sit de importanță comunitară în aprilie 2005 pentru a proteja 1 specie de animale. Situl a fost protejat și ca arie specială de conservare în ianuarie 2014.

## Biodiversitate
Situată în ecoregiunea continentală, aria protejată nu include niciun habitat protejat.
La baza desemnării sitului se află o specie protejată de  nevertebrate: Osmoderma eremita.